# Bézu-la-Forêt
Bézu-la-Forêt è un comune francese di 236 abitanti situato nel dipartimento dell'Eure, nella regione della Normandia.

## Società

### Evoluzione demografica
Abitanti censiti